# NGC 5517
NGC 5517 ist eine 13,9 mag helle linsenförmige Galaxie vom Hubble-Typ S0-a im Sternbild Bärenhüter nördlich des Himmelsäquators und etwa 377 Millionen Lichtjahre von der Milchstraße entfernt.
Sie wurde am 20. April 1882 vom französischen Astronomen Édouard Stephan entdeckt.